# Sarah Storey
|  | Artikel eintragen | Dieser Artikel wurde aufgrund von inhaltlichen Mängeln in der Qualitätssicherung des Portals Radsport eingetragen. Dies geschieht, um die Qualität der Artikel aus dem Themengebiet Radsport auf ein akzeptables Niveau zu bringen. Bitte hilf mit, die inhaltlichen Mängel dieses Artikels zu beseitigen, und beteilige dich bitte an der Diskussion! |  |

Dame Sarah Storey, geb. Bailey, DBE (* 26. Oktober 1977 in Manchester) ist eine britische Schwimmerin und Radrennfahrerin. Bis 2021 nahm sie an acht Sommer-Paralympics teil und sie ist mit 17 Goldmedaillen die erfolgreichste Para-Sportlerin.

## Sportliche Laufbahn
Sarah Storey wurde mit einer deformierten linken Hand geboren. 1992 startete sie erstmals bei Paralympischen Spielen als Schwimmerin. Bis 2004 errang sie unter ihrem Geburtsnamen Sarah Bailey bei Paralympischen Spielen insgesamt fünf Gold-, acht Silber- und drei Bronzemedaillen in verschiedenen Schwimmdisziplinen.
2005 wechselte Storey wegen einer Ohreninfektion zum Radsport. Bei den Paralympischen Spielen 2008 in Peking siegte sie im Einzelzeitfahren auf der Straße und in der Einerverfolgung auf der Bahn. 2008 und 2009 wurde sie britische Meisterin (der offenen Meisterschaft) in der Einerverfolgung, qualifizierte sich 2010 für die britische Mannschaft (der offenen Meisterschaft) bei den Commonwealth Games und belegte in der Einerverfolgung Rang sechs. 
Im Januar 2011 gehörte sie zu dem britischen Bahn-Vierer, der beim Lauf des Bahnrad-Weltcups in Manchester die zweitschnellste Zeit der Geschichte erreichte (3:19,757 min.); im selben Jahr wurde sie Dritte bei den britischen Meisterschaft im Einzelzeitfahren. Im November 2011 gewann sie beim Bahnrad-Weltcup 2011/2012 in Cali gemeinsam mit Laura Trott und Wendy Houvenaghel in der Mannschaftsverfolgung. Trotz dieser Leistungen teilte ihr der britische Radsportverband British Cycling im Dezember 2011 mit, dass sie nicht zum Aufgebot des Bahn-Vierers für die Olympischen Spiele 2012 in London gehören werde. 2014 wurde Sarah Storey britische Meisterin im Punktefahren.
Bei den UCI-Paracycling-Bahnweltmeisterschaften 2011 wurde Sarah Storey zweifache Weltmeisterin im Zeitfahren sowie in der Einerverfolgung (C5), bei den UCI-Paracycling-Bahnweltmeisterschaften 2012 konnte sie diesen Doppel-Erfolg wiederholen. 2014 wurde sie Weltmeisterin in der Verfolgung, im Zeitfahren errang sie Bronze. Bei den UCI-Paracycling-Bahnweltmeisterschaften 2015 in Apeldoorn wurde sie erneut zweifache Weltmeisterin.
Bei den Paralympics 2016 in Rio de Janeiro war Sarah Storey mit drei Goldmedaillen im Einzelzeitfahren und im Rennen auf der Straße sowie in der Einerverfolgung auf der Bahn die erfolgreichste Radsportlerin.
Bei den Sommer-Paralympics 2020 in Tokio gewann die 43-Jährige in der Einerverfolgung auf der Bahn, auf dem Fuji Speedway im Einzelzeitfahren und anschließend auch im Straßenrennen jeweils die Goldmedaille.

## Ehrungen
1998 wurde Sarah Storey zum Member of the Order of the British Empire ernannt, 2009 zum Officer of the Order of the British Empire und 2013 zum Dame Commander befördert. 2008 wurde sie zudem für die Wahl des Laureus World Sports Award für behinderte Sportler nominiert.
2017 wurde Storey gemeinsam mit dem Iren Colin Lynch in die Athletenkommission der Paracycler des Weltradsportverbandes UCI gewählt.

## Privates
Seit 2007 ist Sarah Storey verheiratet mit dem Radsportler Barney Storey (* 1977), der als Tandempilot sehbehinderte Sportler führt.